# Eldorado Jones
Eldorado Jones (1860-1932) fue una inventora estadounidense especialmente popular por haber creado el silenciador de los aviones, aunque entre sus invenciones también se cuentan una plancha eléctrica, o un perchero plegable, creaciones que la llevaron a fundar en 1913 Eldorado Inventions, una empresa donde solo se contrataba a mujeres mayores de 40 años. Gracias a su trabajo con el hierro, llegó a ganarse el apodo de «La mujer de hierro».

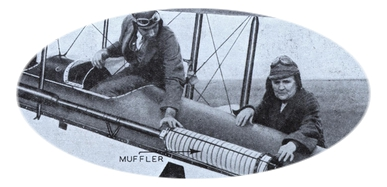
Eldoradojones.

## Primeros años
Jones nació en 1860 en Palmyra, Missouri (Estados Unidos); años más tarde su familia se mudaría a St. Louis, donde el padre les abandonaría finalmente. Jones empezó a trabajar como profesora, profesión que terminó detestando; más tarde también se dedicaría a la venta de seguros, pero pronto descubrió que siendo inventora su salario se veía notablemente incrementado, así que decidió hacerse emprendedora.

## Años en activo
En 1919 se trasladó a Nueva York buscando a inversores para darle forma a uno de sus proyectos más ambiciosos e importantes: el silenciador para el motor de los aviones. Cuando su creación fue probada por primera vez en el aeropuerto Roosevelt Field, el diario The New York Times afirmó respecto a su mecanismo que podría ser muy importante para la aeronáutica americana en el futuro porque reducía el ruido sin disminuir la potencia del avión. Hasta ese momento, el ruido de los aviones había sido insoportable y ensordecedor, y dificultaba seriamente que los aviones militares pudieran hacer ataques por sorpresa. Jones logró hacerse con la patente en 1923, aunque apenas logró encontrar socios capitalistas para poder comercializar su invento.

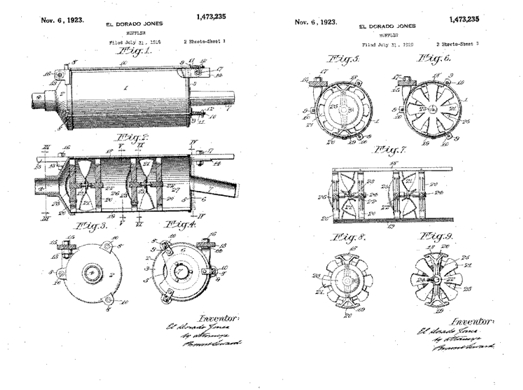
Silenciador de avión creado por Eldorado Jones.

## Vida personal y muerte
Jones, que nunca se casó, siempre tuvo una relación muy tensa con los hombres, pues opinaba que eran seres mezquinos, y aconsejaba a las mujeres lo siguiente: No os olvidéis de explotarlos. Si no lo hacéis vosotras, lo harán ellos.
La cierto es que acabó arruinada y sin conquistar en vida el reconocimiento y la gloria por sus invenciones. La prensa de la época se hizo eco de su fallecimiento en 1932 con el siguiente titular: Una inventora muere en la indigencia.